# Тутлінген (район)
Район Тутлінген (нім. Landkreis Tuttlingen) — район землі Баден-Вюртемберг, Німеччина. Район підпорядкований урядовому округу Фрайбург. Центром району є місто Тутлінген. Населення становить 141 682 ос. (станом на 31 грудня 2020), площа  — 734,35 км². 

## Демографія
Густота населення в районі становить 190 чол./км².
| Рік             | Населення |
| --------------- | --------- |
| 31. грудня 1973 | 111.460   |
| 31. грудня 1975 | 110.283   |
| 31. грудня 1980 | 111.317   |
| 31. грудня 1985 | 111.423   |
| 27. травня 1987 | 112.885   |

| Рік             | Населення |
| --------------- | --------- |
| 31. грудня 1990 | 120.344   |
| 31. грудня 1995 | 129.491   |
| 31. грудня 2000 | 132.916   |
| 31. грудня 2005 | 135.297   |
| 31. грудня 2010 | 134.189   |

## Міста і громади
Район поділений на 6 міст та 29 громад.